# Doctors (serie televisiva)
Doctors (닥터스?, DokteoseuLR, titolo internazionale The Doctors) è una serie televisiva sudcoreana trasmessa su SBS dal 20 giugno al 23 agosto 2016.

## Trama
Al liceo, Yoo Hye-jung era una ragazza ribelle dal carattere arrogante, pungente e autoritario. A causa della sua infanzia difficile, non aveva mai aperto il suo cuore agli altri, finché non conobbe il suo mentore Hong Ji-hong, che svolse un ruolo fondamentale trasformandola da delinquente senza speranza a dottoressa premurosa. Separati per tredici anni, i due si incontrano di nuovo quando Hye-jung diventa infine neurochirurgo.

## Personaggi
- Hong Ji-hong, interpretato da Kim Rae-won, Gil Jung-woo (da bambino) e Park Solomon (da adolescente)
- Yoo Hye-jung, interpretata da Park Shin-hye e Kal So-won (da bambina)
- Jung Yoon-do, interpretato da Yoon Kyun-sang
- Jin Seo-woo, interpretata da Lee Sung-kyung
- Hong Doo-sik, interpretato da Lee Ho-jae
- Jo In-joo, interpretata da Yoo Da-in
- Kang Mal-soon, interpretata da Kim Young-ae
- Yoo Min-ho, interpretato da Jung Hae-gyun
- Lee Ga-jin, interpretata da Park Ji-a
- Yoo Yoo-na, interpretata da Han Bo-bae
- Kim Soo-cheol, interpretato da Ji Soo
- Cheon Soon-hee, interpretata da Moon Ji-in
- Jin Sung-jong, interpretato da Jeon Gook-hwan
- Jin Myung-hoon, interpretato da Um Hyo-sup
- Yoon Ji-young, interpretata da Yoon Hae-young

## Ascolti
| Episodio | Data di trasmissione | Dati TNMS           | Dati TNMS                  | Dati AGB            | Dati AGB                   |
| Episodio | Data di trasmissione | A livello nazionale | Area metropolitana di Seul | A livello nazionale | Area metropolitana di Seul |
| -------- | -------------------- | ------------------- | -------------------------- | ------------------- | -------------------------- |
| 1        | 20 giugno 2016       | 11,4%               | 15,1%                      | 12,9%               | 14,7%                      |
| 2        | 21 giugno 2016       | 12,4%               | 16,9%                      | 14,2%               | 16,2%                      |
| 3        | 27 giugno 2016       | 12,8%               | 16,5%                      | 14,4%               | 16,9%                      |
| 4        | 28 giugno 2016       | 14,6%               | 17,8%                      | 15,6%               | 18,0%                      |
| 5        | 4 luglio 2016        | 16,1%               | 20,7%                      | 18,4%               | 20,2%                      |
| 6        | 5 luglio 2016        | 16,8%               | 20,8%                      | 19,7%               | 21,6%                      |
| 7        | 11 luglio 2016       | 18,4%               | 22,3%                      | 18,8%               | 21,3%                      |
| 8        | 12 luglio 2016       | 17,8%               | 20,3%                      | 19,2%               | 21,1%                      |
| 9        | 18 luglio 2016       | 16,8%               | 20,0%                      | 19,4%               | 21,5%                      |
| 10       | 19 luglio 2016       | 17,2%               | 19,9%                      | 19,3%               | 22,6%                      |
| 11       | 25 luglio 2016       | 17,2%               | 20,2%                      | 19,2%               | 21,9%                      |
| 12       | 26 luglio 2016       | 18,2%               | 20,9%                      | 18,7%               | 21,7%                      |
| 13       | 1 agosto 2016        | 17,6%               | 20,6%                      | 18,5%               | 20,8%                      |
| 14       | 2 agosto 2016        | 17,2%               | 21,2%                      | 19,6%               | 21,8%                      |
| 15       | 8 agosto 2016        | 20,0%               | 23,3%                      | 21,3%               | 23,1%                      |
| 16       | 9 agosto 2016        | 18,4%               | 21,4%                      | 20,6%               | 22,4%                      |
| 17       | 15 agosto 2016       | 20,6%               | 23,8%                      | 20,8%               | 22,8%                      |
| 18       | 22 agosto 2016       | 16,2%               | 19,7%                      | 17,8%               | 19,6%                      |
| 19       | 22 agosto 2016       | 16,1%               | 19,5%                      | 19,5%               | 22,0%                      |
| 20       | 23 agosto 2016       | 17,9%               | 21,2%                      | 20,2%               | 22,0%                      |
| Media    | Media                | 16,69%              | 20,11%                     | 18,41%              | 20,61%                     |

## Colonna sonora
1. No Way – Park Yong-in e Kwon Soon-il (Urban Zakapa)
2. Sunflower – Younha ft. Kassy
3. That Love (그 애 (愛)) – Jung-yup (Brown Eyed Soul)
4. You're Pretty (넌 예뻐) – Jungho (2MUCH)
5. Sun Shower (여우비) – SE O (Jelly Cookie)
6. No Way (Inst.)
7. Sunflower (Inst.)
8. That Love (Inst.) (그 애 (愛) (Inst.))
9. You're Pretty (Inst.) (넌 예뻐 (Inst.))
10. Sunshower (Inst.) (여우비 (Inst.))
11. School
12. From Me To You
13. Beautiful Lies
14. Chromatic Surgery
15. Doctor's Memory
16. Healing Heart
17. Into The Time
18. Table Death
19. Pitter-Patter
20. Awake Surgery
21. Hurt And Heart
22. Sad Gold Spoon
23. Good-bye My Fellow
24. Code Blue
25. Doctors In Love

## Riconoscimenti
| Anno | Premio                           | Categoria                                                 | Ricevente                   | Risultato       |
| ---- | -------------------------------- | --------------------------------------------------------- | --------------------------- | --------------- |
| 2016 | APAN Star Awards                 | Gran premio                                               | Kim Rae-won                 | Candidato/a     |
| 2016 | APAN Star Awards                 | Gran premio                                               | Park Shin-hye               | Candidato/a     |
| 2016 | APAN Star Awards                 | Premio superiore all'eccellenza, attore in una miniserie  | Kim Rae-won                 | Candidato/a     |
| 2016 | APAN Star Awards                 | Premio superiore all'eccellenza, attrice in una miniserie | Park Shin-hye               | Candidato/a     |
| 2016 | APAN Star Awards                 | Miglior nuovo attore                                      | Yoon Kyun-sang              | Vincitore/trice |
| 2016 | APAN Star Awards                 | Miglior coppia                                            | Kim Rae-won e Park Shin-hye | Candidato/a     |
| 2016 | Korea Drama Awards               | Gran premio                                               | Kim Rae-won                 | Candidato/a     |
| 2016 | Korea Drama Awards               | Miglior drama                                             | Doctors                     | Candidato/a     |
| 2016 | Korea Drama Awards               | Premio all'eccellenza, attore                             | Jang Hyun-sung              | Vincitore/trice |
| 2016 | Korea Drama Awards               | Premio all'eccellenza, attrice                            | Park Shin-hye               | Candidato/a     |
| 2017 | Seoul International Drama Awards | Drama coreano eccezionale                                 |                             | Vincitore/trice |

## Distribuzioni internazionali
| Paese       | Canale/i            | Prima TV                         | Titolo adottato   |
| ----------- | ------------------- | -------------------------------- | ----------------- |
| Singapore   | SONY ONE            | 21 giugno-24 agosto 2016         | Doctors           |
| Singapore   | Mediacorp Channel U | 26 agosto-7 ottobre 2017         | 醫生們            |
| Taiwan      | GTV Main Channel    | 19 settembre-28 ottobre 2016     | Doctors醫生們     |
| Taiwan      | GTV Variety Show    | 20 settembre-31 ottobre 2016     | Doctors醫生們     |
| Taiwan      | CTS                 | 16 luglio-12 novembre 2017       | Doctors           |
| Hong Kong   | NowTV               | 4 dicembre 2016-11 febbraio 2017 | Doctors           |
| Hong Kong   | ViuTV               | 8 agosto-12 settembre 2017       | Doctors           |
| Malaysia    | Astro Shuang Xing   | 7 gennaio-25 febbraio 2017       | Doctors           |
| Malaysia    | Astro AEC           | 21 giugno-18 luglio 2017         | Doctors           |
| Malaysia    | NTV7                | 10 maggio-19 giugno 2018         | Doctors（原音版） |
| Thailandia  | Channel 8           | 4 luglio 2016-?                  | Doctors           |
| Stati Uniti | LA 18 KSCI-TV       | 18 luglio-20 settembre 2016      | ?                 |
| Canada      | All TV              | 2016                             | ?                 |
| Vietnam     | HTV2                | 15 dicembre 2016-?               | Doctors           |
| Giappone    | TV Asahi            | 2017                             | ドクターズ        |
| Indonesia   | RTV                 | 25 settembre 2017-?              | Doctor Crush      |
| Filippine   | ABS-CBN             | 7 maggio-6 luglio 2018           | Doctor Crush      |